# Прокопій (узурпатор)
Прокопій (*Procopius, 325 — 27 травня 366) — римський узурпатор у 365—366 роках часів пізньої Римської імперії.

## Життєпис
Походив з династії Костянтина. Родич імператора Юліана (мати Прокопія була сестрою матері Юліана). Народився в багатій родині у Кілікії. При імператорі Констанції II став імперським секретарем і трибуном, досягнувши високого становища в школі нотаріусів.
У 361 році, коли Юліан став імператором, Прокопія було призначено на посаду коміта. У 363 році стає командувачем армією в період Перського походу Юліана, діючи в Мідії та Атропатені. Останній назвав Прокопія своїм наступником, але після смерті Юліана імператором став Іовіан. Прокопій не намагався боротися. Через підозри імператора Валента Прокопій був змушений ховатися.
У 365 році повернувся до Константинополя, де отримав підтримку сенатора Стратегія. Тут скористався невдоволенням населення Фракії та Малої Азії, спричиненим здирництвом Петронія, тестя імператора Валента. Ця ситуація погіршувалася нападами готів на балканські провінції та сильним зелетрусом у Малій Азії 21 липня того ж року. Також невдоволеними були галльські легіони (приведені Юліаном на Схід) та поганська знать — прихильники курсу загиблого Юліана. Все це призвело до оголошення Прокопія імператором 26 вересня, який скористався відсутністю Валента, що рушив проти Персії. Його підтримала також муніципальна верхівка, яка отримувала численні привілеї при Юліані, а Валент обмежив їх повноваження на користь імперської бюрократії.
Прокопій арештував префекта преторія Небрідія та префекта міста Кесарія. 28 вересня Прокопій відкрито виступив перед населенням Константинополя. Міське населення, особливо голота, перейшло на бік Прокопія. Втім переважна більшість сенаторів втекла до Сирії, де стояв імператор Валент. Прокопій швидко організує управління містом, префектом столиці призначає Фронемія, головою двору — Євфрасії — досвідчених військовиків, які обіймали військові посади за Юліана, головою Фракії Андроніка. Керування армією було доручено двом військовикам Констанція II — Гомоарію і Агілону, повернутим Прокопієм з відставки. Основну його опору складали представники старої сенаторської і муніципальної аристократії (перш за все Гіперетій), поганської інтелігенції (кінік Іраклій), прихильники юліанівського курсу у соціальній та релігійній політиці.
Усі балканські землі до Дунаю швидко підкорилися Прокопію. Після цього останній почав перемовини з готами щодо отримання допомоги проти Валента. На бік узурпатора перейшло важливе місто Халкідон, потім інші міста Геллеспонту. Потім Прокопію підкорилася Віфінія та важливе місто Нікея. Монетні двори Гераклеї, Кізіка та Нікомедії стали карбувати монети з ім'ям Прокопія. Узурпатор також відправив посланців до Ілліріку, сподіваючись привернути його на свій бік. Втім ті були схоплені імператорськими чиновниками.
В цей час Валент, швидко оговтавшись від цього, рушив в Галатію. Прокопій з одним легіоном та невеликим загоном ополчення рушив проти імператорських військ. Біля Мігди-на-Сінгарії Прокопій зустрів авангард Валента з 2 легіонів, які перейшли на бік узурпатора. Валент у відповідь взяв в облогу міста Халкідон та Нікею. Прихильники Прокопія з Нікеї завдали поразки військам Валента та рушили на допомогу Халкідону. Тому імператор Валент вимушений був відступити до м. Анкіра (сучасна Анкара). У грудні 365 року бойові дії припинилися.
В цей час Прокопій намагався перетягнути на свій бік населення Малої Азії та Сирії. Водночас посилював свою військову потугу та накопичував статки шляхом конфіскації майна прихильників Валента. У відповідь Валент намагався привернути прихильність муніципальної знати та знатних поган, призначивши префектом преторія Саллютія. Водночас Валент припинив гоніння на православних християн.
На початку весни 366 року Валент рушив проти узурпатора. Спочатку було захоплено важливе місто Пессінунт. Потім раптово атакував ворога біля Тіатіри. Спочатку битва схилялася на бік Прокопія, але Валент зумів перетягнути на свій бік командувача армії узурпатора — Гомоарія. В результаті Прокопій зазнав нищівної поразки. Після цього військо Валента рушило проти армії Прокопія, що стояв біля Наколії Фригійської. Втім до суттєвої сутички справа не дійшла — Агелон, очільник війська Прокопія, з переважною частиною військових зрадив узурпатора та підтримав Валента. З невеличким загоном Прокопій втік, але незабаром був схоплений колишніми своїми прихильниками. Його було страчено 27 травня 366 року. Втім справу Прокопія продовжив Марцелл.